# Thomas Linley
Thomas (Tom) Linley il giovane (1756 – 1778) è stato un musicista inglese, figlio del compositore Thomas Linley il vecchio.
È stato il più precoce musicista inglese del suo tempo, tanto da esser ricordato come il "Mozart inglese".
Tra il 1763 e il 1768 studiò con William Boyce. Nel 1767 cantò, danzò e suonò il violino a Londra nello spettacolo The Fairy Favour.  Tra il 1768 e il 1771 studiò con Pietro Nardini a Firenze, dove conobbe Wolfgang Amadeus Mozart, col quale instaurò una buona amicizia, e il compositore Charles Burney, che di lui disse: «Il Tommasino, come viene chiamato, e il piccolo Mozart, vengono citati per tutta l'Italia come i più promettenti geni di quest'epoca».
Al ritorno in Inghilterra, tra il 1773 e il 1778, suonò sotto la direzione di suo padre a Bath e al teatro Drury Lane. 
Sue composizioni andate perdute sono state incluse nel Drury Lane Fire. Inoltre compose sonate e concerti per violino, lavori corali e molta della musica dell'opera The Duenna (1775) del suo fratellastro Richard Brinsley Sheridan.
Linley morì nel Lincolnshire per un banale incidente durante una traversata in battello.
Lo scrittore e musicofilo sudafricano Philip de Vos, suggestionato dalla figura di Linley ha scritto nel 1992, basandosi anche su ricerche personali, Trazom – 'n Mozart-verhaal, rielaborato poi nel 2007 con il nuovo titolo Tot siens Tommasino, un romanzo attorno al singolare incontro musicale ed umano tra Mozart e il compositore inglese, ambientato interamente in Italia con la parte più importante nella Firenze della realtà storica.